# 小行星9721
小行星9721（9721 Doty）是一颗绕太阳运转的小行星，为主小行星带小行星。该小行星于1980年4月14日发现。

## 轨道参数
小行星9721的轨道半长轴为2.2741294 UA，离心率为0.104。